# Jesuânia
Jesuânia is een gemeente in de Braziliaanse deelstaat Minas Gerais. De gemeente telt 4.983 inwoners (schatting 2009).

## Aangrenzende gemeenten
De gemeente grenst aan Cambuquira, Carmo de Minas, Conceição das Pedras, Conceição do Rio Verde, Lambari, Natércia en Olímpio Noronha.

## Verkeer en vervoer
De plaats ligt aan de weg BR-460.